# Marina Sequeiros
Marina Sequeiros Montesinos (Ollantaytambo; Cusco, 30 de julio de 1943) es una contadora pública y política peruana. Fue alcaldesa de la ciudad del Cusco desde el 2007 hasta el 2008 cuando fue vacada por hechos de nepotismo, el cual fue condenada a cuatro años de prisión suspendida por los delitos de exacción ilegal y peculado de uso por haber pagado a su exempleada del hogar con recursos de la Municipalidad provincial del Cuzco. Fue también alcaldesa del distrito de San Miguel desde 1996 hasta el 2002.

## Biografía
Nació en el pueblo de Ollantaytambo, provincia de Urubamba, departamento del Cusco. En 1964 inició sus estudios de contabilidad en la Universidad Nacional San Antonio Abad del Cusco titulandose como contadora pública. Su labor profesional la desarrolló, entre los años 1979 y 1992 en el sector privado salvo el periodo de 1982 a 1988 cuando trabajó en las empresas públicas Empresa Minera del Hierro y Empresa Minera del Perú. Siempre ocupó cargos directivos. En el año 2003 trabajó durante algunos meses en el Gobierno Regional de Arequipa y en el Programa de las Naciones Unidas para el Desarrollo.

## Trayectoria política
Su carrera política se inició en 1995 cuando fue elegida como alcaldesa del distrito limeño de San Miguel para el periodo 1996-1998, como parte de la agrupación provincial "Movimiento Democrático Somos Lima" que posteriormente se transformó al partido político Somos Perú, fundado por Alberto Andrade. En esas elecciones obtuvo el 59.503% de los votos. En las elecciones de 1998 tentó la reelección y ganó las mismas con el 43.67% de los votos manteniéndose en el cargo por el periodo 1999-2002. Durante esos años recibió de la empresa Peruana de Opinión Pública las menciones de "Mejor Alcaldesa de Lima" el 30 de septiembre de 1998 y "Mejor Alcaldesa del Perú" el 30 de mayo del 2000.
En las elecciones regionales del 2002 postuló a la presidencia del Gobierno Regional del Cusco por el Movimiento Democrático Juntos por el Progreso. En esa elección, que ganó su rival Carlos Valencia Miranda obtuvo el 15.780% de los votos y quedó en tercer lugar. En las elecciones del 2006 se presentó como candidata por el partido Unión por el Perú para la alcaldía de la Municipalidad provincial del Cuzco, logrando el triunfo con el 21.416% de los votos. Asumió el cargo de alcaldesa el 1 de enero de 2007 y duró en él sólo un año y 10 meses. El 28 de octubre del 2010, el Jurado Nacional de Elecciones declaró su vacancia por la causal de nepotismo.
Antes de esa decisión, en el mes de junio del 2008 fue el Consejo Provincial de la Municipalidad Provincial de Cusco quien dispuso la vacancia de la alcaldesa por la contratación de su prima hermana, Irma Meza Sequeiros, y su cuñada Judith Kenty Blanco. Esta decisión del Consejo Regional fue apelada por la defensa de Sequeiros ante el Jurado Nacional de Elecciones quien confirmó la decisión y dispuso la vacancia de la alcaldesa y nombró como alcalde al regidor Mariano Baca Anaya.
El 24 de diciembre del 2010, la Sexta Sala Civil de la Corte Superior de Lima declaró la nulidad de la resolución que dispuso la vacancia de Sequeiros sin embargo, esta resolución no se llegó ejecutar nunca ya que el periodo para el que fue elegida culminó el día 31 de ese mes.